# Firuz und seine Frau

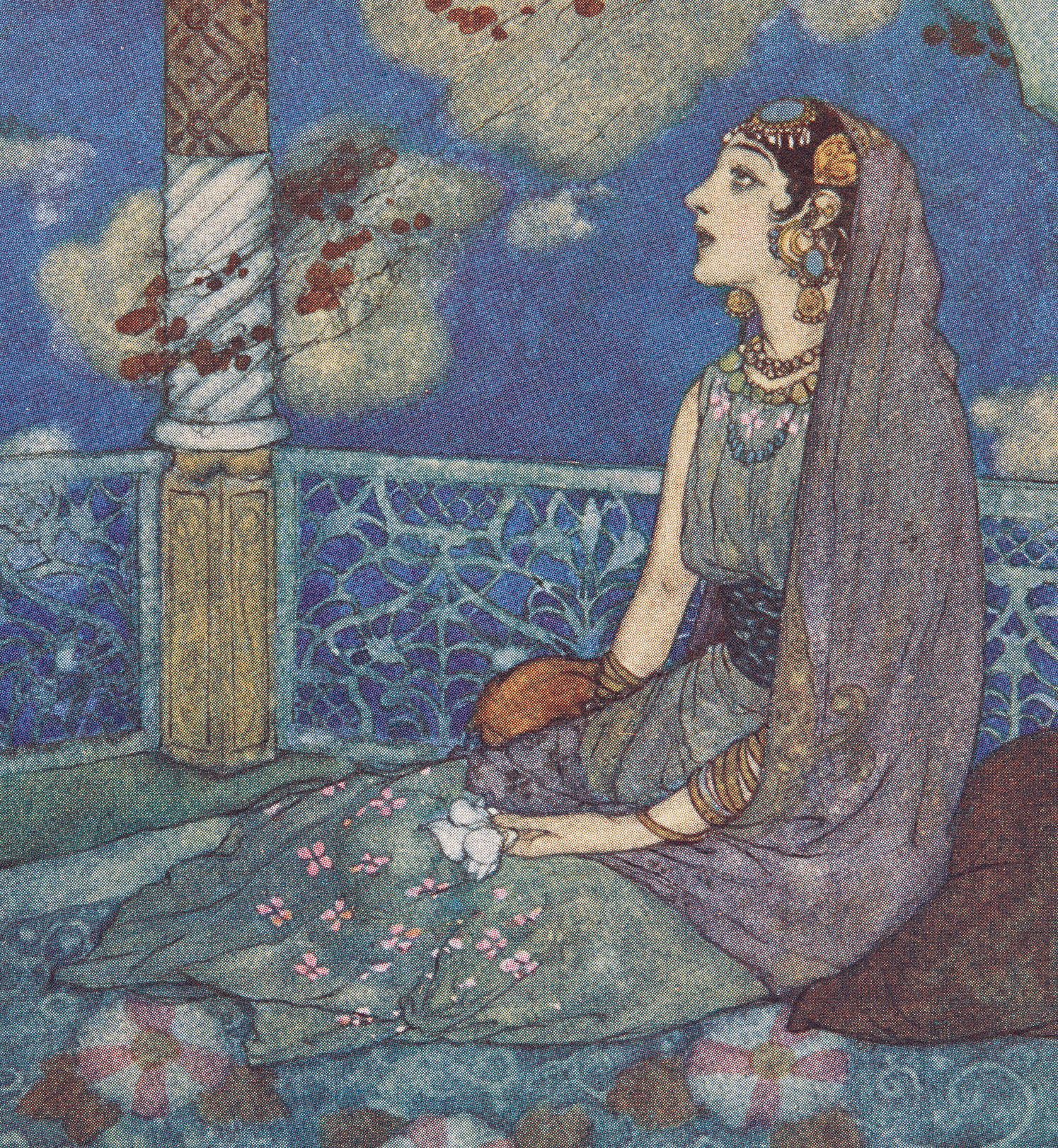
Die Frau des Wesir. Zeichnung von Edmund Dulac, 1907.

Firuz und seine Frau ist eine Erzählung aus den Geschichten aus Tausendundeiner Nacht. Sie wird in der Arabian Nights Encyclopedia als ANE 285 gelistet.

## Handlung
Einst saß ein König eines Tage auf dem Terrassen-Dach seines Palastes und trank Wein. Als er auf das gegenüber liegende Hausdach blickte, sah er eine ihm unbekannte schöne Frau. Der König fragte, wer die Schöne sei und seine Diener erwiderten, dass es die Frau seines Wesirs Firuz war. Der König war zudem trunken von Wein und begehrte die Frau. Da rief er seinen Wesir Firuz zu sich und überreichte ihm einen Brief mit der Anweisung am nächsten Tag mit diesem in die Stadt zu gehen. Der Wesir befolgte den Befehl und in seiner Abwesenheit stahl sich der König verkleidet zu dessen Haus, um seine Ehefrau zu besuchen. Er klopfte an der Tür und die Frau öffnete und ließ ihn ein. Doch als er erklärte, dass er der König sei, drängte die Frau ihn das Haus zu verlassen, da sie seine Absichten erkannt hatte. Als sie den König fragte, ob er an der gleichen Wasserstelle trinken würde, an der sein Hund getrunken hatte, war der König beschämt und verließ das Haus, vergaß dabei aber eine seiner Sandalen.
In der Zwischenzeit hatte Firuz bemerkt, dass er den Brief zuhause vergessen hatte und kehrte zurück, wo er die Sandale des Königs vorfand, zürnte er über ihn und seine Frau und schickte diese ins Haus ihres Vaters. Nun begab sich Firuz zum König und konfrontierte ihn durch eine vorsichtige Anspielung auf die vermeintliche Unzucht des Königs mit Firuzs Frau, indem er die Metapher verwendete, dass er die Spur eines Löwen in seinem Garten vorgefunden habe. Der König begriff und erwiderte daraufhin, dass kein Löwe in seinen Garten eingedrungen sei. Damit war die Angelegenheit erledigt.

## Hintergrund
Die Erzählung findet sich ausschließlich in der Breslauer Ausgabe von Tausendundeine Nacht, aus der sie in die Sammlungen von Richard Francis Burton und Joseph-Charles Mardrus aufgenommen wurde.
Die Geschichte ist eine andere Fassung der Geschichte Der König und die tugendhafte Frau (ANE 138).

## Ausgaben
- Richard Francis Burton: Arabian Nights, Band 11 (Supplemental Nights to the Stories of One Thousand and One Nights with Notes, Band 1), 1900, S. 125–127.
- Joseph-Charles Mardrus: The Book of the Thousand Nights and One Night, 1989, 4 Bände, Band 4, S. 227–230.